# Anslag (tekst)
 For alternative betydninger, se Anslag. (Se også artikler, som begynder med Anslag)
Anslag er skrivemaskineterminologi, der sidenhen er blevet direkte overført til computer.
Et anslag beskriver et hvilket som helst tegn i en given tekst, oprindeligt fordi skrivemaskinens hammer slog gennem farvebåndet ind på papiret.